# Alouatta pigra
La scimmia urlatrice del Guatemala (Alouatta pigra Lawrence, 1933), in spagnolo saraguato, è un primate platirrino della famiglia degli Atelidi.

## Distribuzione
Vive in Messico sud-orientale (stati di Campeche, Chiapas e Quintana Roo: sono gli unici primati dello Yucatán), Belize e Guatemala settentrionale: è endemica della Selva Maya, una grande foresta pluviale al confine fra i tre stati.

## Descrizione

### Dimensioni
Misura circa un metro e mezzo di lunghezza, di cui poco più della metà spetta alla coda, per un peso che sfiora i 12 kg: queste misure ne fanno la più grande delle scimmie urlatrici ed uno dei primati autoctoni più grandi del Nuovo Mondo.

### Aspetto
Il pelo è uniformemente nero, leggermente più lungo sulla gola rispetto al resto del corpo: in corrispondenza dei genitali, il pelo diventa bianco. I maschi hanno un caratteristico scroto di colore rosa, che è la principale caratteristica distintiva fra questa specie e la congenere Alouatta palliata, di cui la sottospecie mexicana è simpatrica con A. pigra.

### Dimorfismo sessuale
I maschi sono molto più grandi delle femmine: basti pensare che il peso medio dei maschi è 11,4 kg, mentre quello delle femmine è di 6,5 kg.

## Biologia
Si tratta di animali sociali, che vivono in gruppi di 5-10 individui, quindi di dimensioni inferiori a quelli delle altre scimmie urlatrici: di questi, i due terzi sono adulti, distribuiti solitamente in rapporto maschi/femmine di 4:3. Un gruppo è solitamente composto da un maschio dominante e varie femmine coi propri cuccioli: a volte si trovano anche altri maschi subordinati, il cui ruolo è con tutta probabilità quello di difendere il gruppo in caso di pericolo. Pare che le dimensioni del gruppo siano inversamente proporzionali al numero di cuccioli portati con successo all'età adulta, a causa dell'alta probabilità di infanticidio da parte dei maschi subordinati.

A volte si trovano maschi solitari o gruppi di giovani maschi apolidi: questi maschi possono usurpare il trono dei maschi dominanti oppure crearsi un nuovo gruppo. Li si trova spesso associati alla scimmia ragno Ateles geoffroyi.

Rispetto alle altre scimmie urlatrici, ha abitudini più terricole: come le congeneri, tuttavia, questi animali sono piuttosto statici, passando circa il 70% del tempo a riposare ed il restante tempo a mangiare e dedicando solo una minima parte alla socializzazione. I lunghi periodi d'inattività di questi animali servono a dare all'intestino il tempo di digerire le foglie, poiché nelle scimmie urlatrici mancano molti adattamenti tipici degli animali erbivori.

Rispetto alle altre scimmie urlatrici, in questi animali la densità per chilometro quadro è più bassa (al massimo 90 individui per km²): ogni gruppo difende il proprio territorio emettendo delle potenti vocalizzazioni (88 decibel a 5 m di distanza). Quando sono presenti più maschi, essi tendono a vocalizzare a turno, sicché ascoltando i canti di queste scimmie è possibile intuire con precisione il numero di maschi presenti nei vari gruppi: queste indicazioni sono fondamentali per un determinato gruppo, che in base al numero stimato di individui rivali può decidere o meno di confrontarsi fisicamente.

### Alimentazione
Si tratta di animali esclusivamente erbivori: si nutrono principalmente di foglie, fiori e soprattutto di frutta. Sono infatti le specie più frugivore del genere Alouatta, e tendono a mangiare foglie solo qualora i frutti siano scarsi o difficili da reperire.

### Riproduzione
Generalmente, solo il maschio dominante e pochi altri maschi ad un livello alto della scala gerarchica possono copulare: il ciclo estrale delle femmine dura 11-20 giorni, ma i giorni fertili sono in tutto 2-4.

Prima dell'accoppiamento, il maschio annusa l'urina della femmina e ne lecca i genitali per verificare a che punto è il ciclo estrale: per dimostrare la propria predisposizione all'accoppiamento, ambedue i sessi cacciano ripetutamente la lingua dentro e fuori dalla bocca. Pare inoltre che le femmine possano incitare i maschi afferrando loro i peli della testa.

La gestazione dura sei mesi, al termine dei quali viene partorito un unico cucciolo: quest'ultimo ha una colorazione argentata, che mantiene fino ai due mesi e mezzo d'età, quando viene rimpiazzata dal consueto mantello nero.

Spesso i maschi commettono infanticidio: si pensa che lo scopo di questo gesto sia quello di limitare la troppa crescita dei gruppi, con conseguente impoverimento delle risorse. I piccoli restano con la madre per circa un anno: essa li difende strenuamente da ogni pericolo.

La maturità sessuale viene raggiunta attorno ai 3-4 anni d'età: già a 4 mesi, tuttavia, lo scroto dei maschi può colorarsi di rosa.
La speranza di vita di questi animali si aggira attorno ai 20 anni.